# Hrabstwo Santa Clara
Hrabstwo Santa Clara (ang. Santa Clara County) – hrabstwo w stanie Kalifornia w Stanach Zjednoczonych. Obszar całkowity hrabstwa obejmuje powierzchnię 1304,01 mil² (3377,37 km²). Według szacunków United States Census Bureau w roku 2009 miało 1 784 642 mieszkańców.
Hrabstwo powstało w 1850 roku. Na jego terenie znajdują się:
- miejscowości – Campbell, Cupertino, Gilroy, Los Altos, Los Altos Hills, Los Gatos, Milpitas, Monte Sereno, Morgan Hill, Mountain View, Palo Alto, San Jose (siedziba administracyjna), Santa Clara, Saratoga, Sunnyvale,
- CDP – Alum Rock, Burbank, Cambrian Park, East Foothills, Fruitdale, Lexington Hills, Loyola, San Martín, Stanford